# Гийом де Лабом
Гийом де Лабом (фр. Guillaume de la Baume; ум. в августе 1490), сеньор д'Ирлен — бургундский государственный деятель и дипломат.

## Биография
Третий сын Пьера де Лабома, сеньора дю Мон-Сен-Сорлен, и Аликс де Люрьё, внук маршала Франции Жана де Лабома.
Сеньор д'Ирлен (Иллен), дю Мон-Сен-Сорлен, д'Атталан, Марбо, Ойи, Монрибло, штатный камергер герцога Бургундского, а затем Карла VIII.
В 1464 году сопровождал Филиппа Савойского, графа де Боже, сеньора Бресса, в поездке во Францию. По поручению герцога Бургундского вместе с Гийомом де Рошфором провел переговоры с Сигизмундом Тирольским.
В 1470—1471 годах был губернатором Бресса, принадлежавшего Филиппу Савойскому. Жалованной грамотой, данной в Брюсселе 26 марта 1472 Карл Смелый назначил его дворянином свиты своей супруги Маргариты Йоркской, вместо графа де Шарни. Был послан герцогом в Германию к Адриену де Рюбампре, с целью помешать герцогу Австрийскому присоединиться к германским противникам Бургундии.
В 1473 году участвовал в церемонии перенесения останков Филиппа III Доброго в картезианский монастырь в Дижоне. За верную службу был награжден пенсионом в 720 ливров ренты, поступавшей из доходов Саленских солеварен; выплата была подтверждена Марией Бургундской в Мехелене 28 июня 1477. Луи Голлю упоминает его в составе партии грансеньоров, поддержавших дочь Карла Смелого. В том же году сопровождал Максимилиана Габсбурга в Гент на бракосочетание с герцогиней.
В мае 1481 на капитуле в Хертогенбосе принят в рыцари ордена Золотого руна.
Был одним из лидеров антифранцузского восстания 1477—1480 годов во Франш-Конте.
В 1482 году назначен губернатором обеих Бургундий; по утверждению Самюэля Гишнона, он был утвержден жалованными грамотами, которые 14 января 1482 выдала Маргарита Йоркская, герцогиня Бургундская, графиня Бургундская и Фландрская.
Участвовал в переговорах о заключении Аррасского мира, по условиям которого ему, так же как принцу Оранскому, графу де Жуаньи и Клоду де Тулонжону, были возвращены владения, отнятые французами.
После заключения мирного договора Карл VIII 12 ноября 1483 на собрании придворных в Божанси назначил Гийома своим советником и штатным камергером, с жалованием в 12 тыс. ливров в год, направив сеньору д'Ирлену соответствующую грамоту.

## Семья
Жена: Генриетта де Лонгви, дама де Шуа, дочь Жана де Лонгви, сеньора де Ран, и Жанны де Вьен, дамы де Пеньи, сестра Этьена де Лонгви, епископа Макона, и Жирара де Лонгви, сеньора де Живри
Брак бездетный. Свои владения Гийом завещал своему младшему брату Ги де Лабому, сеньору де Ла-Рош.